# Schillerbach
Der Schillerbach ist ein Fließgewässer im Landkreis Vorpommern-Greifswald in Mecklenburg-Vorpommern. Er entspringt 500 Meter südlich der Ortslage Gellin. Er mündet nach 7,1 Kilometern Laufs etwa 2 Kilometer südöstlich von Löcknitz in den Löcknitzer See, der durch Gräben hin zur Randow entwässert wird. Der Schillerbach ist somit ein Nebengewässer im Flusssystem der Uecker.